# 硬椎龍屬

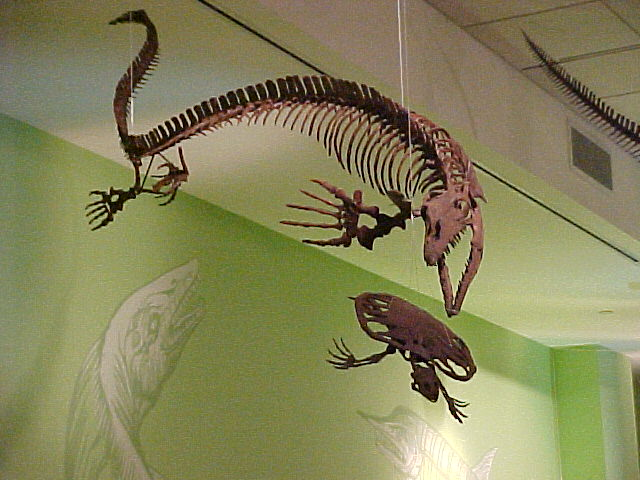
捕抓烏龜的硬椎龍

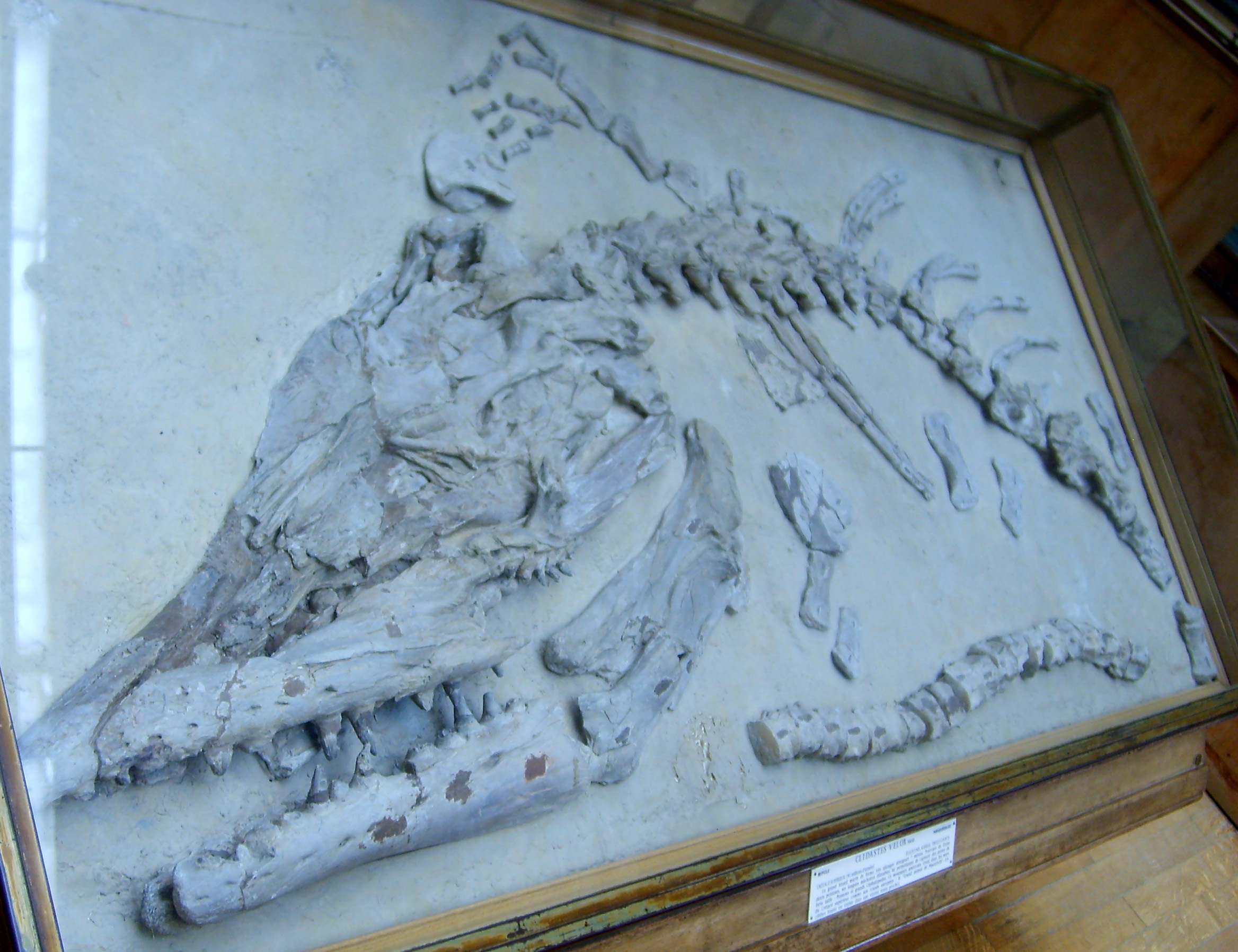
硬椎龍的化石，巴黎自然史博物館

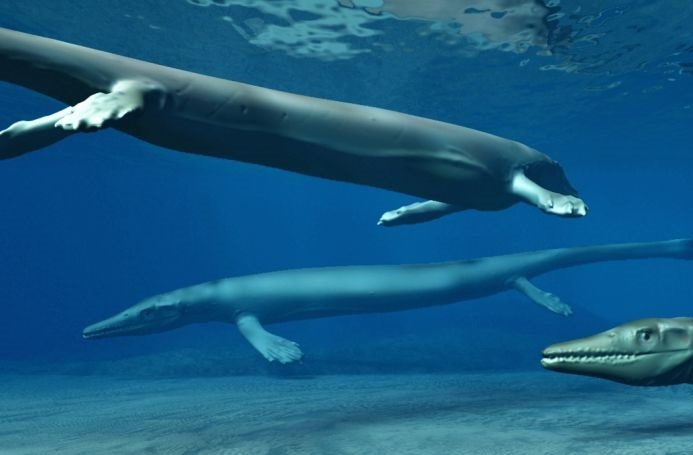
硬椎龍的想像圖

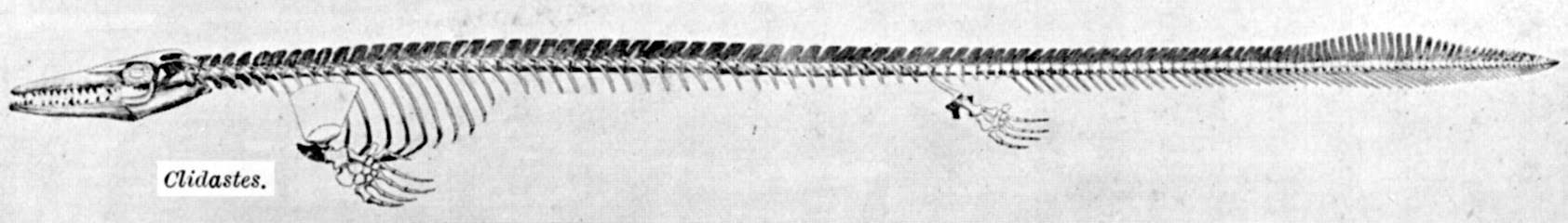
1919年的硬椎龍繪圖

硬椎龍屬又名克利龍、鎖椎龍或耀炬龍，屬名意為「鎖住的脊椎」，是滄龍科的一個屬，生存於白堊紀晚期。
硬椎龍是相當小型的滄龍類，平均身長只有2到4公尺，最長約為6.2公尺。硬椎龍生活在淺海，動作相當敏捷、快速，以獵捕海面附近的魚類或飛行翼龍類為食。硬椎龍的體型修長，尾巴的神經棘與人字形骨長，可使游泳速度加快。